# Huatajata
Huatajata är en ort i Bolivia.   Den ligger i departementet La Paz, i den västra delen av landet, 500 km nordväst om huvudstaden Sucre. Huatajata ligger 3 943 meter över havet och antalet invånare är 3 700. Den ligger vid sjön Lago de Huiñaymarca.
Terrängen runt Huatajata är platt söderut, men norrut är den kuperad. Närmaste större samhälle är Achacachi, 16,6 km norr om Huatajata. 